# Chaetomidium subfimeti
Chaetomidium subfimeti är en svampart som beskrevs av Seth 1967. Chaetomidium subfimeti ingår i släktet Chaetomidium och familjen Chaetomiaceae.   Inga underarter finns listade i Catalogue of Life.